# Zentralturnhalle (Prinzenstraße)

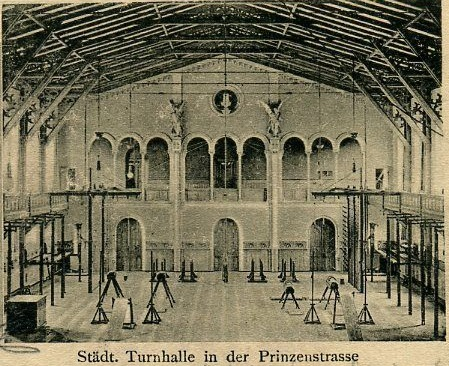
Innenansicht (1903)

Die Zentralturnhalle in der Prinzenstraße war die erste städtische Turnhalle in Berlin.

## Geschichte
Die Initiative zum Bau der Sporthalle ging auf Heinrich Kochhann zurück, der auch das Krankenhaus im Friedrichshain initiierte. Errichtet wurde das Gebäude in der damaligen Prinzenstraße 56 (später: Prinzenstraße 70) nach Plänen des Architekten Adolf Gerstenberg.
Am 18. Oktober 1864 wurde die Einrichtung mit einem feierlichen Akt eröffnet. Die Verwaltung lag in den Händen des städtischen Turnwarts, zu denen Hermann Feddern gehörte.
Die Turnhalle befand sich bis in den Zweiten Weltkrieg hinein in Betrieb und wurde im Februar 1945 durch einen Bombentreffer zerstört.

## Heute
Das Gebäude befand sich auf der Höhe der heutigen Anschrift Heinrich-Heine-Straße 30 in Berlin-Mitte. Heute ist das Grundstück mit einem Lidl-Markt bebaut.